# Menagara, Pandavapura
Menagara là một làng thuộc tehsil Pandavapura, huyện Mandya, bang Karnataka, Ấn Độ.